# Довжик (заповідне урочище, Харківська область)
Довжик — заповідне урочище місцевого значення. Об'єкт розташований на території Валківського району Харківської області, Мерчицьке лісництво, квартал 140: виділи 17—23.
Площа — 27,5 га, статус отриманий у 1984 році.
Охороняється лісове урочище у балці на правому березі р. Мерчик. Тут представлені різноманітні типи лісу: свіжа кленово-липова діброва, волога заплавна діброва, сирий чорновільховий груд. В урочищі зростають окремі вікові дуби — залишки пралісів. 
Трапляються типові лісові угруповання, занесені до Зеленої книги України. Об'єкт має історичне значення,  тут знаходилося місце переправи скіфських і половецьких кочівників Мурафським шляхом через р. Мокрий Мерчик.  